# Tri-National Tornado Training Establishment

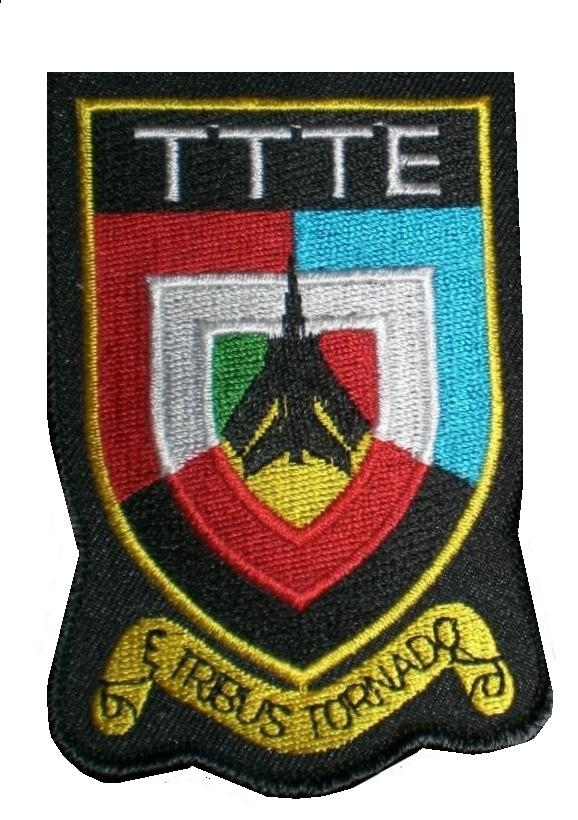
Wappen des TTTE

Das Tri-National Tornado Training Establishment (TTTE) war ein von 1981 bis 1999 bestehender Tornado-Ausbildungsverband Großbritanniens, Deutschlands und Italiens. Stationierungsort war die Royal Air Force Station Cottesmore, ein Flugplatz im Bezirk Rutland in Mittelengland.

## Geschichte
1979 unterzeichneten die drei Tornado-Entwicklungsnationen Großbritannien, Deutschland und Italien ein trinationales Memorandum of Understanding, in dem die Aufstellung des gemeinsamen Ausbildungsverbands in Cottesmore vereinbart wurde.
Das Tri-National Tornado Training Establishment (TTTE) erhielt seinen ersten Tornado, den Trainer B-01, am 1. Juni 1980. Der erste Kurs, ein Fluglehrerlehrgang begann am 5. Januar 1981, kurz vor der offiziellen Indienststellung am 29. Januar 1981. Nachdem im Frühjahr 1982 der erste Simulator verfügbar war, wurden ab Mai 1982 jeweils zehn Besatzungen pro Kurs ausgebildet. Im August 1982 hatte der Aufwuchs der Luftfahrzeuge mit 48, davon 22 deutsche, 19 britische und 7 italienische, seinen Abschluss gefunden. Im selben Monat wurden im 23. Kurs die ersten „First-Tourists“ ausgebildet, also Flugschüler, die nicht von einem anderen Einsatzmuster umgeschult wurden.

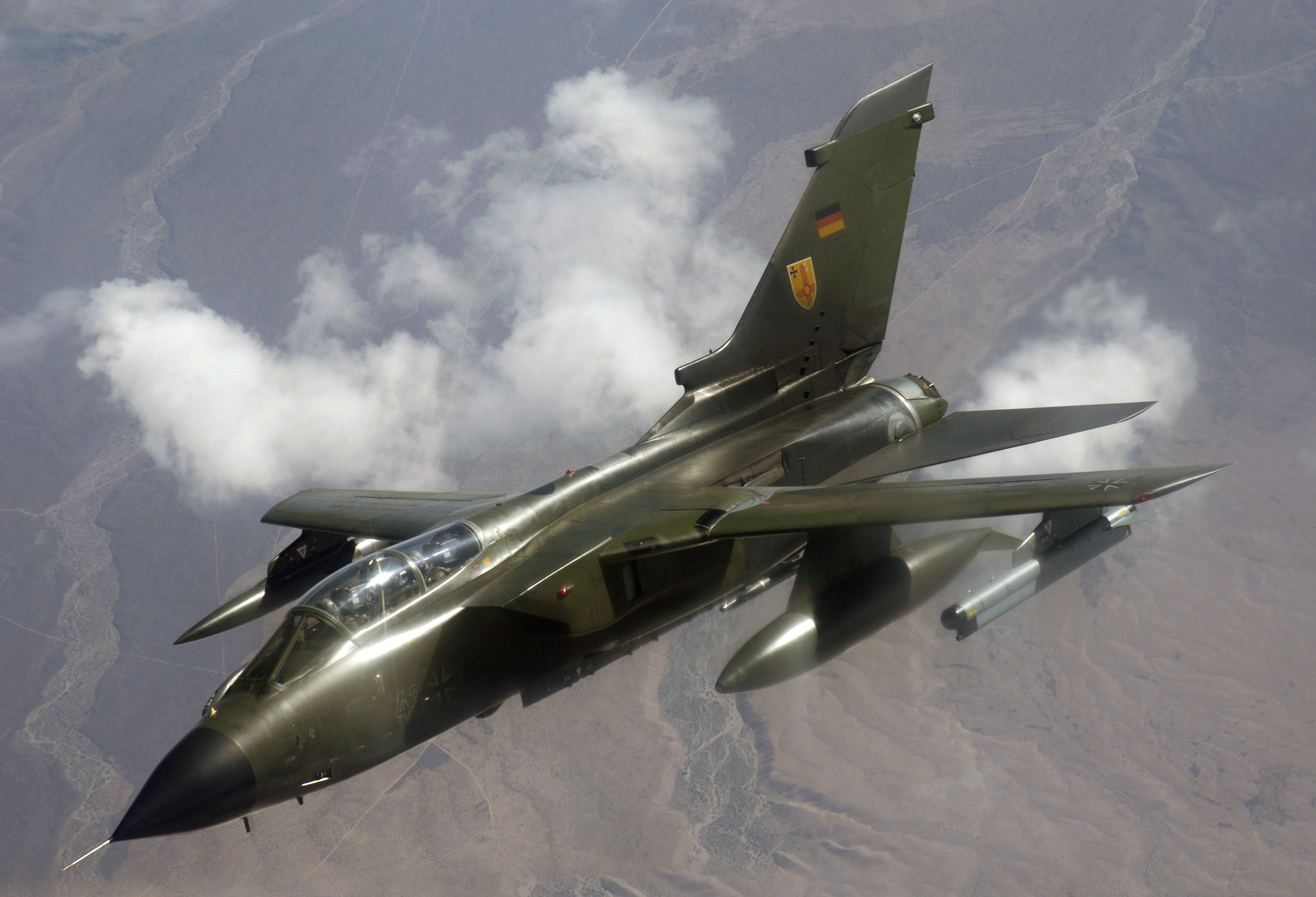
Tornado des Fliegerischen Ausbildungszentrums der Luftwaffe

Zehn Jahre nach seiner Aufstellung feierte das TTTE 1991 das Erreichen von 100.000 Flugstunden auf dem Tornado.
Eine besondere Premiere fand 1994 mit der Graduierung des ersten weiblichen Tornado-Piloten statt.
1998 wurde mit der Entscheidung zur Auflösung das Ende des TTTE eingeleitet. Mit dem 273. als letztem Kurs, wurden bis 1999 fast 3.400 Flugschüler ausgebildet oder umgeschult und etwa 162.000 Flugstunden erflogen (D: 47,5 %, GB: 40,8 %, I: 11,7 %).
Die offizielle Außerdienststellung erfolgte am 24. März 1999.
Während des Bestehens von TTTE waren drei tödliche Flugunfälle zu verzeichnen, wobei es sich um zwei Zusammenstöße mit anderen Flugzeugen in der Luft und einen Absturz bei einem simulierten Luft-Boden-Angriff in schlechtem Wetter handelte.
Heute schulen die drei Nationen ihre Tornado-Besatzungen in eigener Verantwortung in RAF Lossiemouth (15(R) Squadron), auf der Holloman Air Force Base (Fliegerisches Ausbildungszentrum der Luftwaffe, wobei eine Verlegung zum Taktischen Luftwaffengeschwader 51 nach Schleswig-Jagel bereits beschlossen wurde) und in Ghedi. RAF Cottesmore war anschließend bis 2010 mit einem streitkräftegemeinsamen Harrier-Einsatzverband der Royal Air Force und der Royal Navy belegt, anschließend wurde der Flugplatz geschlossen.

## Ausbildung
Die Lehrgänge der Tornado-Besatzungen gliederten sich in einen Theorie-Block von vier Wochen und einen neun Wochen dauernden fliegerischen Anteil. Begleitend erfolgte jeweils Simulator-Ausbildung, für die mit dem Basic Flight Simulator, dem Full Mission Simulator, dem Nav-Attack Systems Trainer und dem Basic Avionics Procedures Trainer vier unterschiedliche Systeme zur Verfügung standen.
Ziel der fliegerischen Ausbildung war, Grundfertigkeiten im Umgang mit dem Luftfahrzeug, Formationsflug und Waffeneinsätze zu vermitteln. Diese Ausbildung war jedoch klar abgegrenzt zu den Inhalten der Folgelehrgänge, die für die Flugschüler im Anschluss an die Teilnahme beim TTTE folgten. Diese wurden als nationale taktische Lehrgänge zur intensiven Schulung unter anderem von Luftkampf und Waffeneinsätzen gegen Bodenziele durchgeführt. Ausbildungsorte waren Honington, Großbritannien (Weapons Conversion Unit), Upjever, Deutschland (Jagdbombergeschwader 38 für Luftwaffe und Marine) und Ghedi, Italien.

## Organisation
Das TTTE war ein Verband mit etwa 1.600 Soldaten und 130 zivilen Angestellten. Während Personal für Technik und Logistik durch die Royal Air Force gestellt wurde, waren der Stab und die drei Ausbildungsstaffeln trinational besetzt. Der Dienstposten des Wing Commanders, vergleichbar mit dem Kommodore, wechselte zwischen den drei Nationen.
Das Stammpersonal und die Lehrgangsteilnehmer in den drei Ausbildungsstaffeln (Tornado Operational Conversion Unit – TOCU) waren jeweils trinational. Geführt wurde die A-Squadron durch einen deutschen, die B-Squadron durch einen britischen und die C-Squadron durch einen italienischen Staffelkapitän.
Die Standardisierungsstaffel (S-Squadron) war verantwortlich für weiterführende Ausbildung, Fluglehrer-Ausbildung und Abnahme von Überprüfungsflügen. Die theoretische Ausbildung und der Simulator fiel in die Zuständigkeit der Ground School.
Als Schlüssel für die Kostenverteilung wurde etwa 40:40:20 (D/GB/I) mit Korrekturen in Abhängigkeit von den jeweils erflogenen Stunden festgelegt.